# Liste des aéroports les plus fréquentés en Bulgarie
Voici une liste des aéroports les plus fréquentés en Bulgarie par nombre de passagers. 

## En graphique
Pour des raisons techniques, il est temporairement impossible d'afficher le graphique qui aurait dû être présenté ici.

Voir la requête brute et les sources sur Wikidata.

## En tableau
| Rang | Aéroport          | Ville                              | Code (IATA / OACI) | 2013      | 2014      | 2015      | 2016      | 2017       | 2018       | Changement 17-18 |
| ---- | ----------------- | ---------------------------------- | ------------------ | --------- | --------- | --------- | --------- | ---------- | ---------- | ---------------- |
| 1.   | Sofia             | Sofia                              | SOF / LBSF         | 3 504 326 | 3 815 158 | 4 088 943 | 4 980 387 | 6 490 096  | 6 962 040  | 7,3%             |
| 2    | Bourgas           | Bourgas                            | BOJ / LBBG         | 2 461 648 | 2 522 319 | 2 360 320 | 2 878 883 | 2 982 339  | 3 277 229  | 9,9%             |
| 3    | Varna             | Varna                              | VAR / LBWN         | 1 303 679 | 1 387 494 | 1 398 694 | 1 689 595 | 1 970 700  | 2 281 134  | 15,8%            |
| 4    | Plovdiv           | Plovdiv                            | PDV / LBPD         | 91 000    | 103 535   | 103 300   | 77 649    | 91 600     | 133 397    | 45,6%            |
| 5    | Gorna Oryahovitsa | Veliko Tarnovo / Gorna Oryahovitsa | GOZ / LBGO         | 281       | 286       | 495       | 235       | 361        | 388        | 7,5%             |
|      | TOTAL             |                                    |                    | 7 360 934 | 7 828 792 | 7 951 752 | 9 626 749 | 11 535 096 | 12 654 188 | 9,7%             |